# Леонідов Владислав Валерійович
Владислав Валерійович Леонідов (нар. 11 лютого 1990, Харків, УРСР) — український футболіст, воротар.

## Біографія

### Клубна кар'єра
У чемпіонаті України (ДЮФЛ) виступав за харківський «Металіст», де загалом провів 64 матчі. Впродовж 2007—2015 років виступав в «Металісті» та запорізькому «Металурзі» за команди дублерів. У сезоні 2009/2010 був заявлений за основну команду «жовто-синіх» на матч кубка України. Також протягом цих років двічі віддавався в оренди, спочатку (у 2008 році) в друголігове хмельницьке «Динамо» та (у 2012 році) в першолігову ФК «Одесу».
У сезоні 2015/2016 був заявлений «Металургом» на матчі Прем'єр-ліги, але дебютувати йому так і не вдалося. У тому сезоні Владислав двічі пробився до основного складу, проте в обох випадках він залишився у запасі. У міжсезонні підписав контракт із краматорським «Авангардом», де зміг закріпитися та стати основним воротарем в другій частині сезону.
По завершенню сезону за обопільною згодою сторін припинив співпрацю із краматорським клубом та поповнив склад новачка першої ліги, віце чемпіона другої ліги рівненського «Вереса». У складі «Вереса» стати основним голкіпером йому не вдалося, усю першу частину сезону він пробув у запасі, будучи дублером Богдана Когута.
У квітні 2017 року підписав контракт з чернівецькою «Буковиною». По завершенню сезону за обопільною згодою сторін припинив співпрацю з чернівецьким клубом та став гравцем краматорського «Авангарда». У листопаді того ж року трудовий договір між голкіпером та клубом було припинено, за цей період Владислав з'явився на полі тричі із 20 заявлених матчів (2 із 18 у чемпіонаті та 1 із 2 кубкових поєдинків). У березні 2019 року підписав контракт з друголіговим клубом МФК «Металург» (Запоріжжя).

### Кар'єра в збірній
У 2009 році провів 1 матч за юнацьку збірну України (до 19 років). У 2012 році зіграв в 1 поєдинку за молодіжну збірну та тричі залишався у запасі в інших матчях. В обох іграх Владиславу вдалося залишити свої ворота «сухими».

## Досягнення
- Срібний призер молодіжної першості України: 2010/11
- Бронзовий призер молодіжної першості України: 2007/08

## Статистика
Станом на 31 липня 2020 року
| Клуб                   | Ліга         | Сезон   | Чемпіонат | Чемпіонат | Кубок | Кубок | Дубль | Дубль |
| Клуб                   | Ліга         | Сезон   | Ігри      | Голи      | Ігри  | Голи  | Ігри  | Голи  |
| ---------------------- | ------------ | ------- | --------- | --------- | ----- | ----- | ----- | ----- |
| Металіст (Харків)      | Прем'єр-ліга | 2007/08 |           |           |       |       | 5     | −4    |
| Динамо (Хмельницький)  | Друга ліга   | 2008/09 | 7         | −6        |       |       |       |       |
| Металіст (Харків)      | Прем'єр-ліга | 2009/10 |           |           |       |       | 4     | −5    |
| Металіст (Харків)      | Прем'єр-ліга | 2010/11 |           |           |       |       | 8     | −11   |
| Металіст (Харків)      | Прем'єр-ліга | 2011/12 |           |           |       |       | 9     | −12   |
| ФК Одеса               | Перша ліга   | 2012/13 | 4         | −8        | 1     | −2    |       |       |
| Металург (Запоріжжя)   | Прем'єр-ліга | 2012/13 |           |           |       |       | 6     | −9    |
| Авангард (Краматорськ) | Перша ліга   | 2015/16 | 10        | −13       |       |       |       |       |
| Верес (Рівне)          | Перша ліга   | 2016/17 |           |           | 1     | −1    |       |       |
| Буковина (Чернівці)    | Перша ліга   | 2016/17 |           |           |       |       |       |       |
| Авангард (Краматорськ) | Перша ліга   | 2017/18 | 2         | –5        | 1     | –2    |       |       |
| Металург (Запоріжжя)   | Друга ліга   | 2018/19 |           |           |       |       |       |       |
| Металург (Запоріжжя)   | Перша ліга   | 2019/20 | 3         | –8        |       |       |       |       |